# Masktornuggla
Masktornuggla (Tyto novaehollandiae) är en fågel i familjen tornugglor inom ordningen ugglefåglar.

## Utbredning och systematik
Masktornuggla delas in i tio underarter med följande utbredning:
- Tyto novaehollandiae sororcula – Tanimbaröarna (Yamdena och Larat)
- Tyto novaehollandiae cayelii – södra Moluckerna (Buru)
- Tyto novaehollandiae almae – södra Moluckerna (Seram)
- Tyto novaehollandiae manusi – ön Manus i Amiralitetsöarna
- Tyto novaehollandiae calabyi – förekommer i låglandet i södra Nya Guinea och på ön Daru
- Tyto novaehollandiae melvillensis – förekommer i norra Australien (Melvilleön och Bathurstön)
- Tyto novaehollandiae galei – förekommer i nordöstra Queensland (nordöstra Kap Yorkhalvön)
- Tyto novaehollandiae kimberli – förekommer i norra Australien (Yampihalvön till Athertonplatån)
- Tyto novaehollandiae novaehollandiae – förekommer i sydvästra Western Australia till Victoria och nordöstra Queensland (Townsville)
- Tyto novaehollandiae castanops – förekommer på Tasmanien, Maria Island och Maatsuyker Island

Underarterna manusi respektive sororcula har tidigare urskilts som egna arter. I AviList inkluderas de i masktornugglan med motiveringen att de genetiskt är inbäddade i masktornugglan.

## Status
IUCN kategoriserar arten som livskraftig.

## Bilder

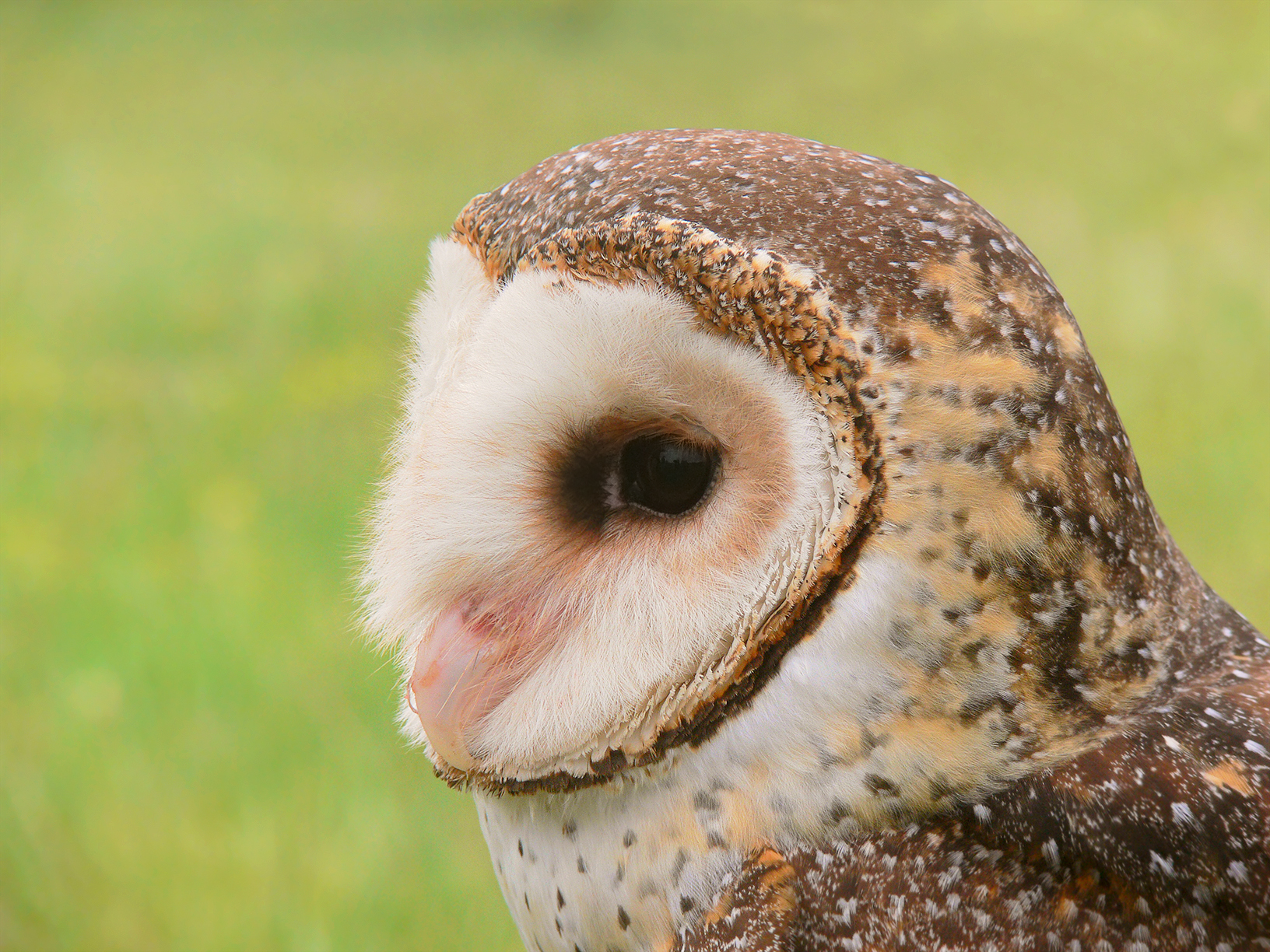
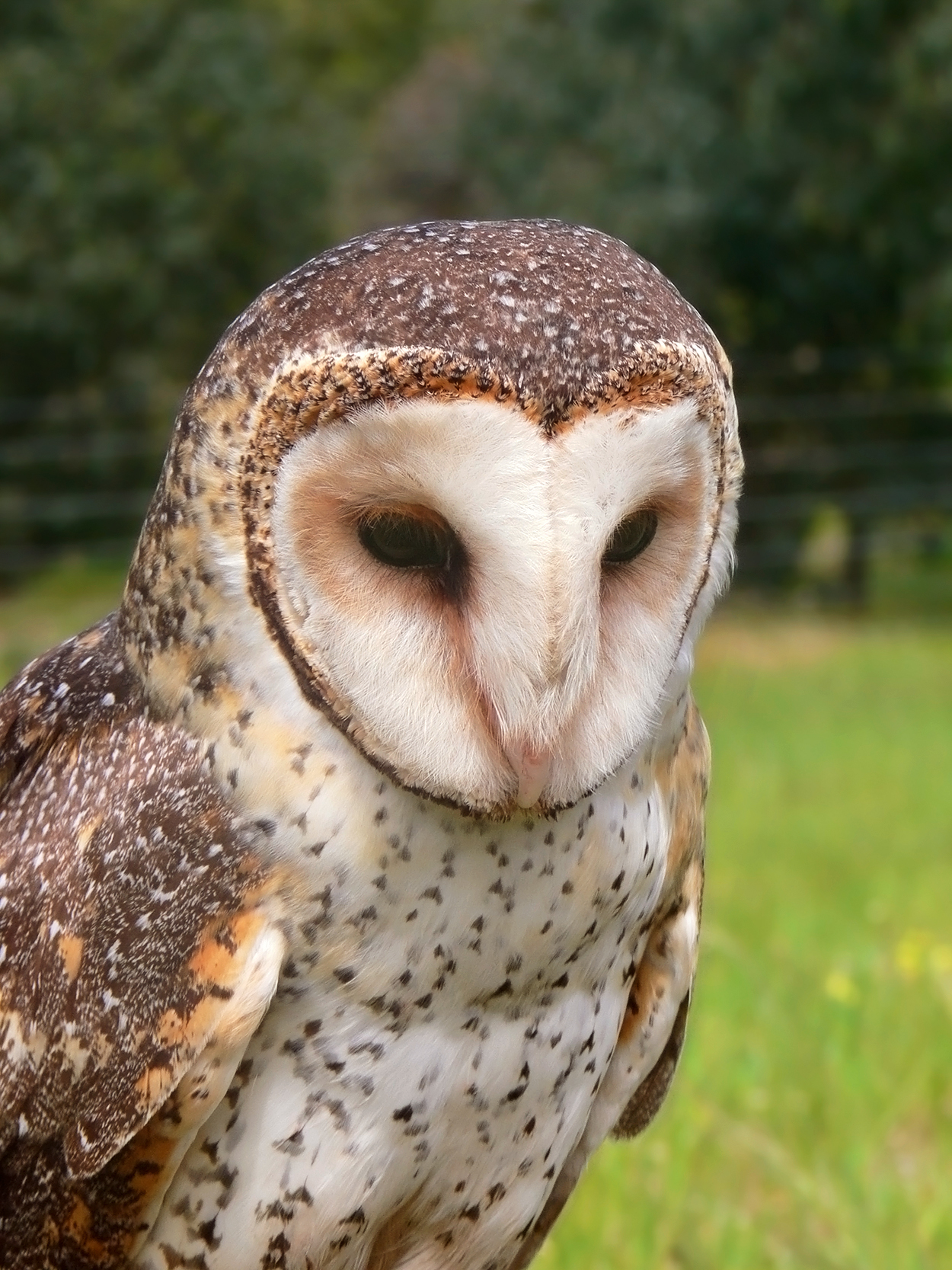